# Liste der Nummer-eins-Hits in den USA (2024)
Dies ist eine Liste der Nummer-eins-Hits in den USA im Jahr 2024. Die Spitzenreiter der US-Hot-100-Singlecharts und der Top-200-Albumcharts werden vom Magazin Billboard veröffentlicht.

## Singles
| ← 2023 ← | Liste der Nummer-eins-Hits in den USA | Liste der Nummer-eins-Hits in den USA                         | Liste der Nummer-eins-Hits in den USA | 2025 → |
| \| Zeitraum \| Wo. ges. \| Interpret \| Titel Autor(en) \| Zusätzliche Informationen \| \| (Zeitraum, Wochen auf Platz eins, Interpret, Titel, Autor[en], zusätzliche Informationen) \| \| \| \| \| \| ----------------------------------------------------------------------------------------- \| -------- \| ------------------------------------------------------------- \| -------------------------------------------------------------------------------------------------------------------------------------------------------------------------------------------------------------------------- \| --------------------------------------------------------------------------------------------------------------------------------------------------------------------------------------------------------------------------------------------------------------------------------------------------------------------------------- \| \| 31. Dezember 2023 – 6. Januar 2024 1 Woche (insgesamt 3) \| 3 \| Brenda Lee \| Rockin’ Around the Christmas Tree John David Marks \| Für Brenda Lee ist es bereits der dritte Nummer-eins-Hit in den USA. Mit 65 Jahren handelt es sich um die längste Zeitspanne von der Erstveröffentlichung bis zur Nummer-eins-Platzierung in der Geschichte der Charts. \| \| 7. Januar 2024 – 20. Januar 2024 2 Wochen (insgesamt 6) \| 6 \| Jack Harlow \| Lovin’ on Me Ozan Yildirim, Nik Dejan Frascona, Delbert Michael Greer, Jackman Thomas Harlow, Sean Aaron Momberger, Reginald Nelton, Nickie Jon Pabón \| – \| \| 21. Januar 2024 – 27. Januar 2024 1 Woche \| 1 \| Ariana Grande \| Yes, And? Ilya Salmanzadeh, Ariana Grande, Martin Karl Sandberg \| Für Ariana Grande ist es bereits der achte Nummer-eins-Hit in den US-amerikanischen Charts. \| \| 28. Januar 2024 – 3. Februar 2024 1 Woche (insgesamt 6) \| 6 \| Jack Harlow \| Lovin’ on Me Ozan Yildirim, Nik Dejan Frascona, Delbert Michael Greer, Jackman Thomas Harlow, Sean Aaron Momberger, Reginald Nelton, Nickie Jon Pabón \| – \| \| 4. Februar 2024 – 10. Februar 2024 1 Woche \| 1 \| Megan Thee Stallion \| Hiss Joel Banks, Taylor Banks, Julian Martrel Mason, Shawn Jermaine Jarrett, Megan Jovon Ruth Pete \| Für Megan Thee Stallion ist es bereits der dritte Nummer-eins-Hit in den US-amerikanischen Charts. \| \| 11. Februar 2024 – 24. Februar 2024 2 Wochen (insgesamt 6) \| 6 \| Jack Harlow \| Lovin’ on Me Ozan Yildirim, Nik Dejan Frascona, Delbert Michael Greer, Jackman Thomas Harlow, Sean Aaron Momberger, Reginald Nelton, Nickie Jon Pabón \| – \| \| 25. Februar 2024 – 9. März 2024 2 Wochen \| 2 \| Beyoncé \| Texas Hold ’Em Elizabeth Lowell Boland, Brian Vincent Bates, Megan Bülow, Nathan John Ferraro, Beyoncé Giselle Knowles-Carter, Charles Raphael Wiggins \| Für Beyoncé ist es bereits der neunte Nummer-eins-Hit in den USA. \| \| 10. März 2024 – 16. März 2024 1 Woche \| 1 \| Kanye West & Ty Dolla Sign feat. Rich the Kid & Playboi Carti \| Carnival Mark Carl Stolinski Williams, Jordan Terrell Carter, Raúl Ignacio Cubina, Grant Dickinson, Tyrone William Griffin Jr., Nasir Harold Pemberton, Dimitri Leslie Roger, Kanye Omari West, Samuel Christopher Lindley \| Für Kanye West ist es bereits der fünfte Nummer-eins-Hit in den USA. Er wird somit zum ersten Rapper, der in drei verschiedenen Jahrzehnten jeweils mindestens einmal Platz eins erreichen konnte. Ty Dolla Sign steht zum zweiten Mal an der Spitze der Charts; Rich The Kid und Playboi Carti jeweils zum ersten Mal. \| \| 17. März 2024 – 23. März 2024 1 Woche \| 1 \| Ariana Grande \| We Can’t Be Friends (Wait for Your Love) Ilya Salmanzadeh, Ariana Grande, Martin Karl Sandberg \| Für Ariana Grande ist es bereits der neunte Nummer-eins-Hit in den USA sowie der zweite im Jahr 2024. \| \| 24. März 2024 – 30. März 2024 1 Woche \| 1 \| Teddy Swims \| Lose Control Joshua Emanuel Coleman, Julian Collin Bunetta, Jaten Collin Dimsdale, John Stephen Sudduth, Marco Antonio Rodriguez Diaz Jr. \| – \| \| 31. März 2024 – 20. April 2024 3 Wochen \| 3 \| Future & Metro Boomin feat. Kendrick Lamar \| Like That Joe Anthony Cooley, Kendrick Lamar Duckworth, Evan Kobe Hood, Rodney David Oliver, Jeffrey Darryl Page, Lorenzo Jerald Patterson, Leland Tyler Wayne, Nayvadius DeMun Wilburn \| Für Future und Kendrick Lamar ist es der jeweils dritte Nummer-eins-Hit in den USA. Metro Boomin steht zum ersten Mal an der Spitze. \| \| 21. April 2024 – 27. April 2024 1 Woche \| 1 \| Hozier \| Too Sweet Stuart Daniel Johnson, Daniel Nathan Krieger, Daniel Tannenbaum, Sergiu Adrian Gherman, Peter C. Gonzales, Andrew John Hozier-Byrne, Tyler Reese Mehlenbacher \| – \| \| 28. April 2024 – 11. Mai 2024 2 Wochen \| 2 \| Taylor Swift feat. Post Malone \| Fortnight Jack Michael Antonoff, Taylor Alison Swift, Austin Richard Post \| Für Taylor Swift ist es bereits der zwölfte Nummer-eins-Hit in den USA. Weiters belegte Swift in der Einstiegswoche zum zweiten Mal in ihrer Karriere auch sämtliche andere Plätze in den Top 10 der Singlecharts. Sie war bereits zuvor der einzige Interpret, dem dies gelang. Post Malone steht zum fünften Mal an der Spitze. \| \| 12. Mai 2024 – 18. Mai 2024 1 Woche (insgesamt 3) \| 3 \| Kendrick Lamar \| Not Like Us Raymond Charles Robinson, Sean Aaron Momberger, Kendrick Lamar Duckworth, Dijon Isaiah McFarlane \| Für Kendrick Lamar ist es bereits der vierte Nummer-eins-Hit in den USA sowie der zweite im Jahr 2024. \| \| 19. Mai 2024 – 22. Juni 2024 5 Wochen (insgesamt 6) \| 6 \| Post Malone feat. Morgan Wallen \| I Had Some Help Austin Richard Post, Louis Russell Bell, Ashley Glenn Gorley, Jonathan Joseph Hoskins, Ernest Keith Smith, Ryan Vojtesak, Morgan Cole Wallen, Chandler Paul Walters \| Für Post Malone ist es bereits der sechste Nummer-eins-Hit in den USA sowie der zweite im Jahr 2024. Morgan Wallen steht zum zweiten Mal an der Spitze. \| \| 23. Juni 2024 – 29. Juni 2024 1 Woche \| 1 \| Sabrina Carpenter \| Please Please Please Amy Rose Allen, Jack Michael Antonoff, Sabrina Annlynn Carpenter \| – \| \| 30. Juni 2024 – 6. Juli 2024 1 Woche (insgesamt 6) \| 6 \| Post Malone feat. Morgan Wallen \| I Had Some Help Austin Richard Post, Louis Russell Bell, Ashley Glenn Gorley, Jonathan Joseph Hoskins, Ernest Keith Smith, Ryan Vojtesak, Morgan Cole Wallen, Chandler Paul Walters \| – \| \| 7. Juli 2024 – 13. Juli 2024 1 Woche (insgesamt 19) \| 19 \| Shaboozey \| A Bar Song (Tipsy) Chibueze Collins Obinna, Nevin Sastry, Sean Cook, Jerrel C. Jones, Joe Anthony Kent, Mark Allen Williams \| – \| \| 14. Juli 2024 – 20. Juli 2024 1 Woche (insgesamt 3) \| 3 \| Kendrick Lamar \| Not Like Us Raymond Charles Robinson, Sean Aaron Momberger, Kendrick Lamar Duckworth, Dijon Isaiah McFarlane \| – \| \| 21. Juli 2024 – 26. Oktober 2024 14 Wochen (insgesamt 19) \| 19 \| Shaboozey \| A Bar Song (Tipsy) Chibueze Collins Obinna, Nevin Sastry, Sean Cook, Jerrel C. Jones, Joe Anthony Kent, Mark Allen Williams \| – \| \| 27. Oktober 2024 – 2. November 2024 1 Woche \| 1 \| Morgan Wallen \| Love Somebody John Byron Calton, Morgan Cole Wallen, Ashley Glenn Gorley, Jacob Kasher Hindlin, Elof Fred Karl Loelv, Ryan Vojtesak \| Für Morgan Wallen ist es bereits der dritte Nummer-eins-Hit in den USA sowie der zweite im Jahr 2024. \| \| 3. November 2024 – 30. November 2024 4 Wochen (insgesamt 19) \| 19 \| Shaboozey \| A Bar Song (Tipsy) Chibueze Collins Obinna, Nevin Sastry, Sean Cook, Jerrel C. Jones, Joe Anthony Kent, Mark Allen Williams \| – \| \| 1. Dezember 2024 – 7. Dezember 2024 1 Woche \| 1 \| Kendrick Lamar \| Squabble Up Ruchaun Maurice Akers Jr., Jack Michael Antonoff, Kendrick Lamar Duckworth, Mark Anthony Spears \| Für Kendrick Lamar ist es bereits der fünfte Nummer-eins-Hit in den USA sowie der dritte im Jahr 2024. \| \| 8. Dezember 2024 – 4. Januar 2025 4 Wochen (insgesamt 18) \| 18 \| Mariah Carey \| All I Want for Christmas Is You Walter N. Afanasieff, Mariah Carey \| – \| |                                       |                                                               | | |
| ← 2023 |                                       |                                                               | | → 2025 → |
| Zeitraum | Wo. ges.                              | Interpret                                                     | Titel Autor(en) | Zusätzliche Informationen |
| (Zeitraum, Wochen auf Platz eins, Interpret, Titel, Autor[en], zusätzliche Informationen) |                                       |                                                               | | |
| 31. Dezember 2023 – 6. Januar 2024 1 Woche (insgesamt 3) | 3                                     | Brenda Lee                                                    | Rockin’ Around the Christmas Tree John David Marks | Für Brenda Lee ist es bereits der dritte Nummer-eins-Hit in den USA. Mit 65 Jahren handelt es sich um die längste Zeitspanne von der Erstveröffentlichung bis zur Nummer-eins-Platzierung in der Geschichte der Charts. |
| 7. Januar 2024 – 20. Januar 2024 2 Wochen (insgesamt 6) | 6                                     | Jack Harlow                                                   | Lovin’ on Me Ozan Yildirim, Nik Dejan Frascona, Delbert Michael Greer, Jackman Thomas Harlow, Sean Aaron Momberger, Reginald Nelton, Nickie Jon Pabón                                                                      | – |
| 21. Januar 2024 – 27. Januar 2024 1 Woche | 1                                     | Ariana Grande                                                 | Yes, And? Ilya Salmanzadeh, Ariana Grande, Martin Karl Sandberg | Für Ariana Grande ist es bereits der achte Nummer-eins-Hit in den US-amerikanischen Charts. |
| 28. Januar 2024 – 3. Februar 2024 1 Woche (insgesamt 6) | 6                                     | Jack Harlow                                                   | Lovin’ on Me Ozan Yildirim, Nik Dejan Frascona, Delbert Michael Greer, Jackman Thomas Harlow, Sean Aaron Momberger, Reginald Nelton, Nickie Jon Pabón                                                                      | – |
| 4. Februar 2024 – 10. Februar 2024 1 Woche | 1                                     | Megan Thee Stallion                                           | Hiss Joel Banks, Taylor Banks, Julian Martrel Mason, Shawn Jermaine Jarrett, Megan Jovon Ruth Pete | Für Megan Thee Stallion ist es bereits der dritte Nummer-eins-Hit in den US-amerikanischen Charts. |
| 11. Februar 2024 – 24. Februar 2024 2 Wochen (insgesamt 6) | 6                                     | Jack Harlow                                                   | Lovin’ on Me Ozan Yildirim, Nik Dejan Frascona, Delbert Michael Greer, Jackman Thomas Harlow, Sean Aaron Momberger, Reginald Nelton, Nickie Jon Pabón                                                                      | – |
| 25. Februar 2024 – 9. März 2024 2 Wochen | 2                                     | Beyoncé                                                       | Texas Hold ’Em Elizabeth Lowell Boland, Brian Vincent Bates, Megan Bülow, Nathan John Ferraro, Beyoncé Giselle Knowles-Carter, Charles Raphael Wiggins                                                                     | Für Beyoncé ist es bereits der neunte Nummer-eins-Hit in den USA. |
| 10. März 2024 – 16. März 2024 1 Woche | 1                                     | Kanye West & Ty Dolla Sign feat. Rich the Kid & Playboi Carti | Carnival Mark Carl Stolinski Williams, Jordan Terrell Carter, Raúl Ignacio Cubina, Grant Dickinson, Tyrone William Griffin Jr., Nasir Harold Pemberton, Dimitri Leslie Roger, Kanye Omari West, Samuel Christopher Lindley | Für Kanye West ist es bereits der fünfte Nummer-eins-Hit in den USA. Er wird somit zum ersten Rapper, der in drei verschiedenen Jahrzehnten jeweils mindestens einmal Platz eins erreichen konnte. Ty Dolla Sign steht zum zweiten Mal an der Spitze der Charts; Rich The Kid und Playboi Carti jeweils zum ersten Mal.           |
| 17. März 2024 – 23. März 2024 1 Woche | 1                                     | Ariana Grande                                                 | We Can’t Be Friends (Wait for Your Love) Ilya Salmanzadeh, Ariana Grande, Martin Karl Sandberg | Für Ariana Grande ist es bereits der neunte Nummer-eins-Hit in den USA sowie der zweite im Jahr 2024. |
| 24. März 2024 – 30. März 2024 1 Woche | 1                                     | Teddy Swims                                                   | Lose Control Joshua Emanuel Coleman, Julian Collin Bunetta, Jaten Collin Dimsdale, John Stephen Sudduth, Marco Antonio Rodriguez Diaz Jr.                                                                                  | – |
| 31. März 2024 – 20. April 2024 3 Wochen | 3                                     | Future & Metro Boomin feat. Kendrick Lamar                    | Like That Joe Anthony Cooley, Kendrick Lamar Duckworth, Evan Kobe Hood, Rodney David Oliver, Jeffrey Darryl Page, Lorenzo Jerald Patterson, Leland Tyler Wayne, Nayvadius DeMun Wilburn                                    | Für Future und Kendrick Lamar ist es der jeweils dritte Nummer-eins-Hit in den USA. Metro Boomin steht zum ersten Mal an der Spitze. |
| 21. April 2024 – 27. April 2024 1 Woche | 1                                     | Hozier                                                        | Too Sweet Stuart Daniel Johnson, Daniel Nathan Krieger, Daniel Tannenbaum, Sergiu Adrian Gherman, Peter C. Gonzales, Andrew John Hozier-Byrne, Tyler Reese Mehlenbacher                                                    | – |
| 28. April 2024 – 11. Mai 2024 2 Wochen | 2                                     | Taylor Swift feat. Post Malone                                | Fortnight Jack Michael Antonoff, Taylor Alison Swift, Austin Richard Post | Für Taylor Swift ist es bereits der zwölfte Nummer-eins-Hit in den USA. Weiters belegte Swift in der Einstiegswoche zum zweiten Mal in ihrer Karriere auch sämtliche andere Plätze in den Top 10 der Singlecharts. Sie war bereits zuvor der einzige Interpret, dem dies gelang. Post Malone steht zum fünften Mal an der Spitze. |
| 12. Mai 2024 – 18. Mai 2024 1 Woche (insgesamt 3) | 3                                     | Kendrick Lamar                                                | Not Like Us Raymond Charles Robinson, Sean Aaron Momberger, Kendrick Lamar Duckworth, Dijon Isaiah McFarlane | Für Kendrick Lamar ist es bereits der vierte Nummer-eins-Hit in den USA sowie der zweite im Jahr 2024. |
| 19. Mai 2024 – 22. Juni 2024 5 Wochen (insgesamt 6) | 6                                     | Post Malone feat. Morgan Wallen                               | I Had Some Help Austin Richard Post, Louis Russell Bell, Ashley Glenn Gorley, Jonathan Joseph Hoskins, Ernest Keith Smith, Ryan Vojtesak, Morgan Cole Wallen, Chandler Paul Walters                                        | Für Post Malone ist es bereits der sechste Nummer-eins-Hit in den USA sowie der zweite im Jahr 2024. Morgan Wallen steht zum zweiten Mal an der Spitze. |
| 23. Juni 2024 – 29. Juni 2024 1 Woche | 1                                     | Sabrina Carpenter                                             | Please Please Please Amy Rose Allen, Jack Michael Antonoff, Sabrina Annlynn Carpenter | – |
| 30. Juni 2024 – 6. Juli 2024 1 Woche (insgesamt 6) | 6                                     | Post Malone feat. Morgan Wallen                               | I Had Some Help Austin Richard Post, Louis Russell Bell, Ashley Glenn Gorley, Jonathan Joseph Hoskins, Ernest Keith Smith, Ryan Vojtesak, Morgan Cole Wallen, Chandler Paul Walters                                        | – |
| 7. Juli 2024 – 13. Juli 2024 1 Woche (insgesamt 19) | 19                                    | Shaboozey                                                     | A Bar Song (Tipsy) Chibueze Collins Obinna, Nevin Sastry, Sean Cook, Jerrel C. Jones, Joe Anthony Kent, Mark Allen Williams                                                                                                | – |
| 14. Juli 2024 – 20. Juli 2024 1 Woche (insgesamt 3) | 3                                     | Kendrick Lamar                                                | Not Like Us Raymond Charles Robinson, Sean Aaron Momberger, Kendrick Lamar Duckworth, Dijon Isaiah McFarlane | – |
| 21. Juli 2024 – 26. Oktober 2024 14 Wochen (insgesamt 19) | 19                                    | Shaboozey                                                     | A Bar Song (Tipsy) Chibueze Collins Obinna, Nevin Sastry, Sean Cook, Jerrel C. Jones, Joe Anthony Kent, Mark Allen Williams                                                                                                | – |
| 27. Oktober 2024 – 2. November 2024 1 Woche | 1                                     | Morgan Wallen                                                 | Love Somebody John Byron Calton, Morgan Cole Wallen, Ashley Glenn Gorley, Jacob Kasher Hindlin, Elof Fred Karl Loelv, Ryan Vojtesak                                                                                        | Für Morgan Wallen ist es bereits der dritte Nummer-eins-Hit in den USA sowie der zweite im Jahr 2024. |
| 3. November 2024 – 30. November 2024 4 Wochen (insgesamt 19) | 19                                    | Shaboozey                                                     | A Bar Song (Tipsy) Chibueze Collins Obinna, Nevin Sastry, Sean Cook, Jerrel C. Jones, Joe Anthony Kent, Mark Allen Williams                                                                                                | – |
| 1. Dezember 2024 – 7. Dezember 2024 1 Woche | 1                                     | Kendrick Lamar                                                | Squabble Up Ruchaun Maurice Akers Jr., Jack Michael Antonoff, Kendrick Lamar Duckworth, Mark Anthony Spears | Für Kendrick Lamar ist es bereits der fünfte Nummer-eins-Hit in den USA sowie der dritte im Jahr 2024. |
| 8. Dezember 2024 – 4. Januar 2025 4 Wochen (insgesamt 18) | 18                                    | Mariah Carey                                                  | All I Want for Christmas Is You Walter N. Afanasieff, Mariah Carey | – |

## Alben
| ← 2023 ← | Liste der Nummer-eins-Alben in den USA | Liste der Nummer-eins-Alben in den USA | Liste der Nummer-eins-Alben in den USA  | 2025 → |
| \| Zeitraum \| Wo. ges. \| Interpret \| Titel \| Zusätzliche Informationen \| \| (Zeitraum, Wochen auf Platz eins, Interpret, Titel, zusätzliche Informationen) \| \| \| \| \| \| ------------------------------------------------------------------------------ \| -------- \| -------------------------- \| --------------------------------------- \| --------------------------------------------------------------------------------------------------------------------------------------------------------------------------------------------------------------------------------- \| \| 24. Dezember 2023 – 13. Januar 2024 3 Wochen (insgesamt 6) \| 6 \| Taylor Swift \| 1989 (Taylor’s Version) \| – \| \| 14. Januar 2024 – 20. Januar 2024 1 Woche (insgesamt 19) \| 19 \| Morgan Wallen \| One Thing at a Time \| – \| \| 21. Januar 2024 – 3. Februar 2024 2 Wochen \| 2 \| 21 Savage \| American Dream \| – \| \| 4. Februar 2024 – 10. Februar 2024 1 Woche (insgesamt 19) \| 19 \| Morgan Wallen \| One Thing at a Time \| – \| \| 11. Februar 2024 – 17. Februar 2024 1 Woche \| 1 \| Toby Keith \| 35 Biggest Hits \| Nach Keiths Tod Anfang Februar erreichte das Best-of-Album aus dem Jahr 2008 erstmals die Chartspitze. \| \| 18. Februar 2024 – 2. März 2024 2 Wochen \| 2 \| Kanye West & Ty Dolla Sign \| Vultures 1 \| – \| \| 3. März 2024 – 9. März 2024 1 Woche \| 1 \| Twice \| With You-th \| – \| \| 10. März 2024 – 16. März 2024 1 Woche (insgesamt 19) \| 19 \| Morgan Wallen \| One Thing at a Time \| – \| \| 17. März 2024 – 30. März 2024 2 Wochen (insgesamt 3) \| 3 \| Ariana Grande \| Eternal Sunshine \| – \| \| 31. März 2024 – 6. April 2024 1 Woche \| 1 \| Future & Metro Boomin \| We Don’t Trust You \| – \| \| 7. April 2024 – 20. April 2024 2 Wochen \| 2 \| Beyoncé \| Cowboy Carter \| – \| \| 21. April 2024 – 27. April 2024 1 Woche \| 1 \| Future & Metro Boomin \| We Still Don’t Trust You \| – \| \| 28. April 2024 – 20. Juli 2024 12 Wochen (insgesamt 17) \| 17 \| Taylor Swift \| The Tortured Poets Department \| – \| \| 21. Juli 2024 – 27. Juli 2024 1 Woche \| 1 \| Eminem \| The Death of Slim Shady (Coup de Grâce) \| – \| \| 28. Juli 2024 – 3. August 2024 1 Woche \| 1 \| Stray Kids \| Ate \| Mit dem Einstieg von Ate auf Platz eins gelang es der südkoreanischen Boygroup als erster Künstler überhaupt mit ihren ersten fünf Veröffentlichungen, die in den USA charteten, direkt auf der Spitzenposition zu debütieren.[1] \| \| 4. August 2024 – 24. August 2024 3 Wochen (insgesamt 17) \| 17 \| Taylor Swift \| The Tortured Poets Department \| – \| \| 25. August 2024 – 31. August 2024 1 Woche \| 1 \| Post Malone \| F-1 Trillion \| – \| \| 1. September 2024 – 21. September 2024 3 Wochen (insgesamt 4) \| 4 \| Sabrina Carpenter \| Short n’ Sweet \| – \| \| 22. September 2024 – 28. September 2024 1 Woche \| 1 \| Travis Scott \| Days Before Rodeo \| – \| \| 29. September 2024 – 5. Oktober 2024 1 Woche \| 1 \| Future \| Mixtape Pluto \| – \| \| 6. Oktober 2024 – 12. Oktober 2024 1 Woche (insgesamt 4) \| 4 \| Sabrina Carpenter \| Short n’ Sweet \| – \| \| 13. Oktober 2024 – 19. Oktober 2024 1 Woche \| 1 \| Coldplay \| Moon Music \| – \| \| 20. Oktober 2024 – 26. Oktober 2024 1 Woche \| 1 \| Jelly Roll \| Beautifully Broken \| – \| \| 27. Oktober 2024 – 2. November 2024 1 Woche \| 1 \| Yeat \| Lyfestyle \| – \| \| 3. November 2024 – 23. November 2024 3 Wochen \| 3 \| Tyler, the Creator \| Chromakopia \| – \| \| 24. November 2024 – 30. November 2024 1 Woche \| 1 \| Ateez \| Golden Hour: Part.2 \| – \| \| 1. Dezember 2024 – 7. Dezember 2024 1 Woche (insgesamt 3) \| 3 \| Kendrick Lamar \| GNX \| – \| \| 8. Dezember 2024 – 21. Dezember 2024 2 Wochen (insgesamt 17) \| 17 \| Taylor Swift \| The Tortured Poets Department \| – \| \| 22. Dezember 2024 – 28. Dezember 2024 1 Woche \| 1 \| Stray Kids \| Hop \| – \| \| 29. Dezember 2024 – 11. Januar 2025 2 Wochen (insgesamt 13) \| 13 \| SZA \| SOS \| – \| |                                        |                                        |                                         | |
| ← 2023 |                                        |                                        |                                         | → 2025 → |
| Zeitraum | Wo. ges.                               | Interpret                              | Titel                                   | Zusätzliche Informationen |
| (Zeitraum, Wochen auf Platz eins, Interpret, Titel, zusätzliche Informationen) |                                        |                                        |                                         | |
| 24. Dezember 2023 – 13. Januar 2024 3 Wochen (insgesamt 6) | 6                                      | Taylor Swift                           | 1989 (Taylor’s Version)                 | – |
| 14. Januar 2024 – 20. Januar 2024 1 Woche (insgesamt 19) | 19                                     | Morgan Wallen                          | One Thing at a Time                     | – |
| 21. Januar 2024 – 3. Februar 2024 2 Wochen | 2                                      | 21 Savage                              | American Dream                          | – |
| 4. Februar 2024 – 10. Februar 2024 1 Woche (insgesamt 19) | 19                                     | Morgan Wallen                          | One Thing at a Time                     | – |
| 11. Februar 2024 – 17. Februar 2024 1 Woche | 1                                      | Toby Keith                             | 35 Biggest Hits                         | Nach Keiths Tod Anfang Februar erreichte das Best-of-Album aus dem Jahr 2008 erstmals die Chartspitze. |
| 18. Februar 2024 – 2. März 2024 2 Wochen | 2                                      | Kanye West & Ty Dolla Sign             | Vultures 1                              | – |
| 3. März 2024 – 9. März 2024 1 Woche | 1                                      | Twice                                  | With You-th                             | – |
| 10. März 2024 – 16. März 2024 1 Woche (insgesamt 19) | 19                                     | Morgan Wallen                          | One Thing at a Time                     | – |
| 17. März 2024 – 30. März 2024 2 Wochen (insgesamt 3) | 3                                      | Ariana Grande                          | Eternal Sunshine                        | – |
| 31. März 2024 – 6. April 2024 1 Woche | 1                                      | Future & Metro Boomin                  | We Don’t Trust You                      | – |
| 7. April 2024 – 20. April 2024 2 Wochen | 2                                      | Beyoncé                                | Cowboy Carter                           | – |
| 21. April 2024 – 27. April 2024 1 Woche | 1                                      | Future & Metro Boomin                  | We Still Don’t Trust You                | – |
| 28. April 2024 – 20. Juli 2024 12 Wochen (insgesamt 17) | 17                                     | Taylor Swift                           | The Tortured Poets Department           | – |
| 21. Juli 2024 – 27. Juli 2024 1 Woche | 1                                      | Eminem                                 | The Death of Slim Shady (Coup de Grâce) | – |
| 28. Juli 2024 – 3. August 2024 1 Woche | 1                                      | Stray Kids                             | Ate                                     | Mit dem Einstieg von Ate auf Platz eins gelang es der südkoreanischen Boygroup als erster Künstler überhaupt mit ihren ersten fünf Veröffentlichungen, die in den USA charteten, direkt auf der Spitzenposition zu debütieren. |
| 4. August 2024 – 24. August 2024 3 Wochen (insgesamt 17) | 17                                     | Taylor Swift                           | The Tortured Poets Department           | – |
| 25. August 2024 – 31. August 2024 1 Woche | 1                                      | Post Malone                            | F-1 Trillion                            | – |
| 1. September 2024 – 21. September 2024 3 Wochen (insgesamt 4) | 4                                      | Sabrina Carpenter                      | Short n’ Sweet                          | – |
| 22. September 2024 – 28. September 2024 1 Woche | 1                                      | Travis Scott                           | Days Before Rodeo                       | – |
| 29. September 2024 – 5. Oktober 2024 1 Woche | 1                                      | Future                                 | Mixtape Pluto                           | – |
| 6. Oktober 2024 – 12. Oktober 2024 1 Woche (insgesamt 4) | 4                                      | Sabrina Carpenter                      | Short n’ Sweet                          | – |
| 13. Oktober 2024 – 19. Oktober 2024 1 Woche | 1                                      | Coldplay                               | Moon Music                              | – |
| 20. Oktober 2024 – 26. Oktober 2024 1 Woche | 1                                      | Jelly Roll                             | Beautifully Broken                      | – |
| 27. Oktober 2024 – 2. November 2024 1 Woche | 1                                      | Yeat                                   | Lyfestyle                               | – |
| 3. November 2024 – 23. November 2024 3 Wochen | 3                                      | Tyler, the Creator                     | Chromakopia                             | – |
| 24. November 2024 – 30. November 2024 1 Woche | 1                                      | Ateez                                  | Golden Hour: Part.2                     | – |
| 1. Dezember 2024 – 7. Dezember 2024 1 Woche (insgesamt 3) | 3                                      | Kendrick Lamar                         | GNX                                     | – |
| 8. Dezember 2024 – 21. Dezember 2024 2 Wochen (insgesamt 17) | 17                                     | Taylor Swift                           | The Tortured Poets Department           | – |
| 22. Dezember 2024 – 28. Dezember 2024 1 Woche | 1                                      | Stray Kids                             | Hop                                     | – |
| 29. Dezember 2024 – 11. Januar 2025 2 Wochen (insgesamt 13) | 13                                     | SZA                                    | SOS                                     | – |

## Jahreshitparaden
| ← 2023 ← | Liste der Nummer-eins-Hits in den USA | Liste der Nummer-eins-Hits in den USA      | Liste der Nummer-eins-Hits in den USA | 2025 →   |
| \| Singles \| Position# \| Alben \| \| ------------------------------------------------------------------------------------------------------------------------------------------------------------------------------------------------------------------- \| --------- \| ------------------------------------------ \| \| Lose Control Teddy Swims Joshua Emanuel Coleman, Julian Collin Bunetta, Jaten Collin Dimsdale, John Stephen Sudduth, Marco Antonio Rodriguez Diaz Jr. \| 1 \| The Tortured Poets Department Taylor Swift \| \| A Bar Song (Tipsy) Shaboozey Chibueze Collins Obinna, Nevin Sastry, Sean Cook, Jerrel C. Jones, Joe Anthony Kent, Mark Allen Williams \| 2 \| 1989 (Taylor’s Version) Taylor Swift \| \| Beautiful Things Benson Boone Benson James Boone, Evan Robert Eliiot Blair, Jackson Lafrantz Larsen \| 3 \| One Thing at a Time Morgan Wallen \| \| I Had Some Help Post Malone feat. Morgan Wallen Austin Richard Post, Louis Russell Bell, Ashley Glenn Gorley, Jonathan Joseph Hoskins, Ernest Keith Smith, Ryan Vojtesak, Morgan Cole Wallen, Chandler Paul Walters \| 4 \| Stick Season Noah Kahan \| \| Lovin’ on Me Jack Harlow Ozan Yildirim, Nik Dejan Frascona, Delbert Michael Greer, Jackman Thomas Harlow, Sean Aaron Momberger, Reginald Nelton, Nickie Jon Pabón \| 5 \| For All the Dogs Drake \| \| Not Like Us Kendrick Lamar Raymond Charles Robinson, Sean Aaron Momberger, Kendrick Lamar Duckworth, Dijon Isaiah McFarlane \| 6 \| SOS SZA \| \| Espresso Sabrina Carpenter Sabrina Annlynn Carpenter, Julian Collin Bunetta, Stephanie Nicole Jones, Amy Rose Allen \| 7 \| Zach Bryan \| \| Million Dollar Baby Tommy Richman Thomas Anatole Richman, Emmanuel C. Arah, Kavian Salehi, Jonah Ronson Roy, Terrance E. Davis, Maxwell Vossberg, Gideon Abate Endalkachew \| 8 \| Dangerous: The Double Album Morgan Wallen \| \| I Remember Everything Zach Bryan feat. Kacey Musgraves Zachary Lane Bryan, Kacey Lee Musgraves \| 9 \| Lover Taylor Swift \| \| Too Sweet Hozier Stuart Daniel Johnson, Daniel Nathan Krieger, Daniel Tannenbaum, Sergiu Adrian Gherman, Peter C. Gonzales, Andrew John Hozier-Byrne, Tyler Reese Mehlenbacher \| 10 \| Midnights Taylor Swift \| |                                       |                                            |                                       |          |
| ← 2023 |                                       |                                            |                                       | → 2025 → |
| Singles | Position#                             | Alben                                      |                                       |          |
| Lose Control Teddy Swims Joshua Emanuel Coleman, Julian Collin Bunetta, Jaten Collin Dimsdale, John Stephen Sudduth, Marco Antonio Rodriguez Diaz Jr. | 1                                     | The Tortured Poets Department Taylor Swift |                                       |          |
| A Bar Song (Tipsy) Shaboozey Chibueze Collins Obinna, Nevin Sastry, Sean Cook, Jerrel C. Jones, Joe Anthony Kent, Mark Allen Williams | 2                                     | 1989 (Taylor’s Version) Taylor Swift       |                                       |          |
| Beautiful Things Benson Boone Benson James Boone, Evan Robert Eliiot Blair, Jackson Lafrantz Larsen | 3                                     | One Thing at a Time Morgan Wallen          |                                       |          |
| I Had Some Help Post Malone feat. Morgan Wallen Austin Richard Post, Louis Russell Bell, Ashley Glenn Gorley, Jonathan Joseph Hoskins, Ernest Keith Smith, Ryan Vojtesak, Morgan Cole Wallen, Chandler Paul Walters | 4                                     | Stick Season Noah Kahan                    |                                       |          |
| Lovin’ on Me Jack Harlow Ozan Yildirim, Nik Dejan Frascona, Delbert Michael Greer, Jackman Thomas Harlow, Sean Aaron Momberger, Reginald Nelton, Nickie Jon Pabón | 5                                     | For All the Dogs Drake                     |                                       |          |
| Not Like Us Kendrick Lamar Raymond Charles Robinson, Sean Aaron Momberger, Kendrick Lamar Duckworth, Dijon Isaiah McFarlane | 6                                     | SOS SZA                                    |                                       |          |
| Espresso Sabrina Carpenter Sabrina Annlynn Carpenter, Julian Collin Bunetta, Stephanie Nicole Jones, Amy Rose Allen | 7                                     | Zach Bryan                                 |                                       |          |
| Million Dollar Baby Tommy Richman Thomas Anatole Richman, Emmanuel C. Arah, Kavian Salehi, Jonah Ronson Roy, Terrance E. Davis, Maxwell Vossberg, Gideon Abate Endalkachew | 8                                     | Dangerous: The Double Album Morgan Wallen  |                                       |          |
| I Remember Everything Zach Bryan feat. Kacey Musgraves Zachary Lane Bryan, Kacey Lee Musgraves | 9                                     | Lover Taylor Swift                         |                                       |          |
| Too Sweet Hozier Stuart Daniel Johnson, Daniel Nathan Krieger, Daniel Tannenbaum, Sergiu Adrian Gherman, Peter C. Gonzales, Andrew John Hozier-Byrne, Tyler Reese Mehlenbacher | 10                                    | Midnights Taylor Swift                     |                                       |          |